# Diligența cu păpuși
Diligența cu păpuși este un album al interpretului român Tudor Gheorghe. 

## Detalii ale albumului
- Gen: Folk
- Limba: Română
- Sunet: Stereo
- Înregistrat: live (concert)
- Durată album: 69:23 minute
- Casa de discuri: Illuminati Media Services

## Lista pieselor
- 01 - Steaua de vineri (Grigore Vieru) [3:21]
- 02 - Leagănul (Lucian Blaga) [2:14]
- 04 - Puișorii (Daniela-Carmen Crăsnaru) [2:22]
- 05 - Diligența cu păpuși (Grigore Vieru / Tudor Arghezi) [3:33]
- 06 - De pe-o bună dimineață (Otilia Cazimir) [3:42]
- 07 - Dialog (Tudor Gheorghe) [2:03]
- 08 - Mama coace pâine (Grigore Vieru) [3:24]
- 09 - Cântec de adormit Mitzura (Grigore Vieru) [4:02]
- 10 - Crinicarii (Constanța Buzea) [3:48]
- 11 - Cântec (George Coșbuc) [3:06]
- 12 - Târgovețul (Grigore Vieru) [3:58]
- 13 - Cântec sfânt (Ștefan Octavian Iosif) [4:03]
- 14 - Băiețașul din ochii mamei (Grigore Vieru) [3:51]
- 15 - Cântec de leagăn (Andrei Ciurunga) [3:06]
- 16 - Cântec de leagăn (Radu Gyr) [3:44]
- 17 - Dacă râzi (Daniela-Carmen Crăsnaru) [3:06]
- 18 - Despre îngeri (Tudor Gheorghe) [3:44]
- 19 - Bunica-mi spune (Alexandru Andrițoiu) [3:09]
- 20 - O furnică (Tudor Arghezi / Daniela-Carmen Crăsnaru) [3:41]
- 21 - Mare bal (Tudor Gheorghe) [3:00]
- 22 - Greierașul a cântat (Grigore Vieru) [3:08]
- 23 - Nevinovăție (Ion Caraion) [4:00]
- 24 - Aricioaica (Grigore Vieru) [3:48]
- 25 - Măicuța (Grigore Vieru / Marin Sorescu) [4:02]
- 26 - La Paris (Ana Blandiana) [3:26]
- 27 - Supa de zarzavat (Otilia Cazimir) [3:47]
- 28 - Hai odor, hai păsărică (Ștefan Octavian Iosif) [4:06]
- 29 - De-a v-ați ascunselea (Tudor Arghezi) [3:00]

## Detalii artistice
- Acompaniaza: Corul de copii al Liceului de Arta Marin Sorescu, Craiova
- Dirijor: Eugenia Manole
- Texte: Grigore Vieru, Lucian Blaga, Daniela Crasnaru, Tudor Arghezi, Tudor Gheorghe, Ana Blandiana, Ion Caraion, St. O Iosif, Al. Andritoiu